# 莎拉·寇拉潔洛
莎拉·寇拉潔洛（英語：Sara Colangelo）是一名美國作家和導演，因其電影《小意外》和《911算命律師》而知名。《Filmmaker》雜誌在2010年將她評為「獨立電影的25位新面孔」之一。
寇拉潔洛在1997年畢業於菲利普斯埃克塞特學院，2001年畢業於布朗大學，並獲得歷史學士學位。她在紐約大學帝勢藝術學院獲得藝術碩士學位。
她的紐約大學論文項目，一部名為《小意外》的短篇電影在2010年日舞影展上首映，並贏得西雅圖國際電影節敘事短片的評審團大獎。該片的一個完整的有點不同的版本在2014年日舞影展上首映，並獲得獨立精神獎最佳第一部劇本的提名。寇拉潔洛被邀請參加日影實驗室的寫作實驗室，後來又參加他們的導演實驗室。
寇拉潔洛翻拍的以色列電影《吾愛吾詩》獲得日舞影展戲劇片類別的導演獎，並在2018年被Netflix選中。
她的電影《911算命律師》由馬克斯·博倫斯坦編劇，被稱為「一部具有挑釁性的道德驚悚片」，探討了為911受害者基金確定失去的生命價值的細微差別。

## 個人生活
寇拉潔洛在麻薩諸塞州的萊姆斯特長大。她於2016年11月5日與克里斯·特魯吉洛（Chris Trujillo）結婚，兩人住在布魯克林。

## 外部連結
- 莎拉·寇拉潔洛在互联网电影资料库（IMDb）上的資料（英文）